# Cnemotettix
Cnemotettix is een geslacht van rechtvleugeligen uit de familie Anostostomatidae. De wetenschappelijke naam van dit geslacht is voor het eerst geldig gepubliceerd in 1916 door Caudell.

## Soorten
Het geslacht Cnemotettix omvat de volgende soorten:
- Cnemotettix bifasciatus Rentz & Weissman, 1973
- Cnemotettix caudulus Rentz & Weissman, 1973
- Cnemotettix miniatus Rentz & Weissman, 1973
- Cnemotettix pulvillifer Caudell, 1916
- Cnemotettix spinulus Rentz & Weissman, 1973